# Nationalliga 1937-1938
L'edizione 1937-38 della Nationalliga vide la vittoria finale del SK Rapid Wien.
Capocannoniere del torneo fu Franz Binder del SK Rapid Wien con 22 reti.
Il regolamento fu modificato d'imperio in corso d'opera dai nazisti in seguito all'Anschluss di marzo. Decretando che lo sportivo tedesco gareggiava per la patria e non per il denaro, abolirono seduta stante il professionismo. Paradossalmente, ciò permise la creazione di un vero campionato austriaco e non solo viennese, dato che fino a quel momento solo i club dell'ex capitale avevano avuto i soldi per permettersi un elevato rango. Per far spazio alle squadre non di Vienna dunque, le retrocessioni vennero aumentate di colpo a poche giornate dal termine.
Una seconda conseguenza dell'annessione fu l'uscita dalla Coppa Mitropa.

## Classifica finale
|    | Classifica        | G  | V  | N | P  | GF | GS | Pt |
| -- | ----------------- | -- | -- | - | -- | -- | -- | -- |
| 1  | SK Rapid Wien     | 18 | 14 | 2 | 2  | 59 | 19 | 30 |
| 2  | Wiener Sportclub  | 18 | 9  | 5 | 4  | 43 | 29 | 23 |
| 3  | FK Austria Wien   | 18 | 8  | 5 | 5  | 35 | 29 | 21 |
| 4  | SC Wacker         | 18 | 8  | 4 | 6  | 44 | 33 | 20 |
| 5  | First Vienna FC   | 18 | 6  | 7 | 5  | 41 | 30 | 19 |
| 6  | SK Admira Wien    | 18 | 6  | 7 | 5  | 37 | 34 | 19 |
| 7  | FC Wien           | 18 | 7  | 3 | 8  | 40 | 41 | 17 |
| 8  | Floridsdorfer AC  | 18 | 5  | 4 | 9  | 32 | 32 | 14 |
| 9  | Favoritner AC     | 18 | 4  | 4 | 10 | 29 | 62 | 12 |
| 10 | 1. Simmeringer SC | 18 | 2  | 1 | 15 | 30 | 81 | 5  |

## Verdetto
- SK Rapid Wien Campione d'Austria 1937-38.
- 1. Simmeringer SC, Favoritner AC, Floridsdorfer AC e FC Wien retrocesse.